# 寺族
寺族（じぞく）は、日本の仏教寺院における住職の家族のこと。

## 概要
本来、僧侶は妻帯を禁じられており家庭を持つことはないとされているため、妻帯を公に認められている日本に特有の存在といえる。僧侶が妻帯し家庭を持つことはしばしば批判の的となるが、事実上、寺院の運営・継承が住職と寺族を中心に行われている一般寺院の現状では、その存在を無視することはできない。多くの宗派において寺族の組織化が行われており、寺院運営・教化活動における住職の補佐、後継者の育成などに重要な役割を置いている。
一般に住職の家族全般を指すが、同居し寺務に従事する者に限る場合もあり、特に住職の配偶者を限定的に指すこともある。住職の子女であっても僧籍を有する場合には、寺族に含めないことが多い。住職あるいは前住職の配偶者を指して、寺庭婦人（じていふじん）と呼ぶ場合もある。また、浄土真宗では院主の配偶者を伝統的に坊守と呼称する。
なお、元禄期には寺院の住持を出す家系のことを寺元、家元、里元などと呼んでいた。
なお、曹洞宗では、住職（方丈）夫人ないしは東堂（いわゆる、健在ではあるが引退した前住職）夫人、示寂住職の未亡人にほぼ限定される。また、没後に使われる戒名(当然、生前につけられる場合もある)につけられる位号も、「禪尼」ないしは「禅尼」とされ、一般の女性に使われる「大姉」や「信女」とは明確に区別される。